# Zwervende pantserjuffer
De zwervende pantserjuffer (Lestes barbarus) is een grote Europese pantserjuffer die in België en Nederland voorkomt maar zeldzaam is. Zoals de naam aangeeft zijn het zwervers, die niet aan één bepaald milieu gebonden zijn. De zwervende pantserjuffer zet vaak eitjes af in zegges bij opdrogende of opgedroogde poelen. De wetenschappelijke naam van de soort werd in 1798 als Agrion barbara gepubliceerd door Johann Christian Fabricius.

## Beschrijving
De zwervende pantserjuffer behoort tot de grotere pantserjuffers met een lichaamslengte tot 4,5 cm. Het pterostigma is zo lang als twee onderliggende cellen en tweekleurig bruin en wit. De kleur van het lichaam kan van groen tot bruin zijn, steeds met een metaalachtige glans. Bij de volwassen mannetjes is enkel het laatste segment blauw berijpt. Het achterhoofd is geel gekleurd tussen de ogen. De bovenste achterlijfaanhangsels van de mannetjes zijn lang en tangvormig, de onderste kort en naar buiten gebogen. De aanhangsels zijn licht van kleur. De vrouwtjes hebben een relatief kleine legboor die niet voorbij het laatste achterlijfssegment uitsteekt.
In zithouding houden zwervende pantserjuffers hun vleugels half gespreid, in tegenstelling tot andere juffers.

## Vliegtijd
De zwervende pantserjuffer vliegt van half juni tot half oktober, met een piek in augustus.

## Gedrag en voortplanting
De eieren worden afgezet in stengels van oeverplanten. De dieren vormen meestal een tandem voor de paring en de eileg. Het vrouwtje boort met haar legboor gaatjes in de stengel, en plaatst vervolgens in ieder gaatje een eitje.

## Habitat
De zwervende pantserjuffer is niet selectief in zijn keuze van een voortplantingsbiotoop. Allerlei ondiepe, vegetatierijke waters zoals vennen, duinmeertjes, wielen en tijdelijke plassen worden gebruikt. Ze deinst er niet voor terug haar eieren te leggen op planten in drooggevallen plassen. Favoriete planten zijn biezen en russen.

## Verspreiding en voorkomen
De soort komt voor in Midden- en Zuid-Europa tot in Midden-Azië en Noord-Afrika. In België was ze tot enkele jaren geleden zo zeldzaam dat ze als niet-inheems beschouwd wordt, maar in warme zomers wordt ze frequenter opgemerkt. In Nederland is ze algemeen in de duinen en vrij algemeen op binnenlandse zandgronden.

## Verwante en gelijkende soorten
Buiten de zwervende pantserjuffer komen in België en Nederland nog vier andere soorten pantserjuffers voor: de gewone pantserjuffer (Lestes sponsa), de houtpantserjuffer (Chalcolestes viridis), de tangpantserjuffer (Lestes dryas) en de tengere pantserjuffer (Lestes virens). Deze lijken alle sterk op elkaar, maar de zwervende pantserjuffer onderscheidt zich door haar tweekleurig pterostigma en geelgekleurd achterhoofd.
Buiten de pantserjuffers is er door de kenmerkende kleuren en de zithouding nauwelijks verwarring met andere juffers mogelijk.

## Bedreigingen en bescherming
De soort staat op de Rode Lijst van de IUCN als niet bedreigd, beoordelingsjaar 2007.

## Afbeeldingen

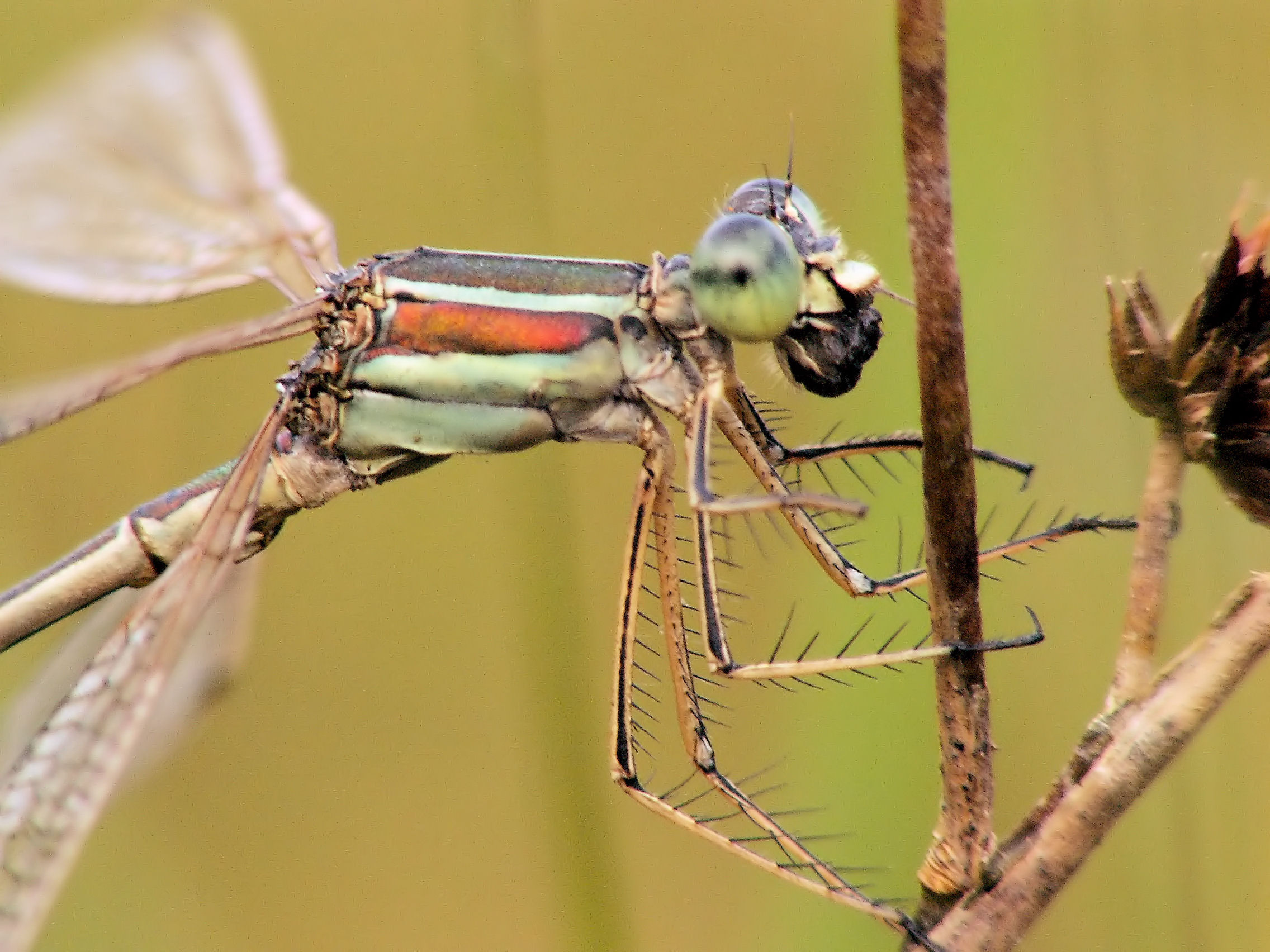
Etend mannetje
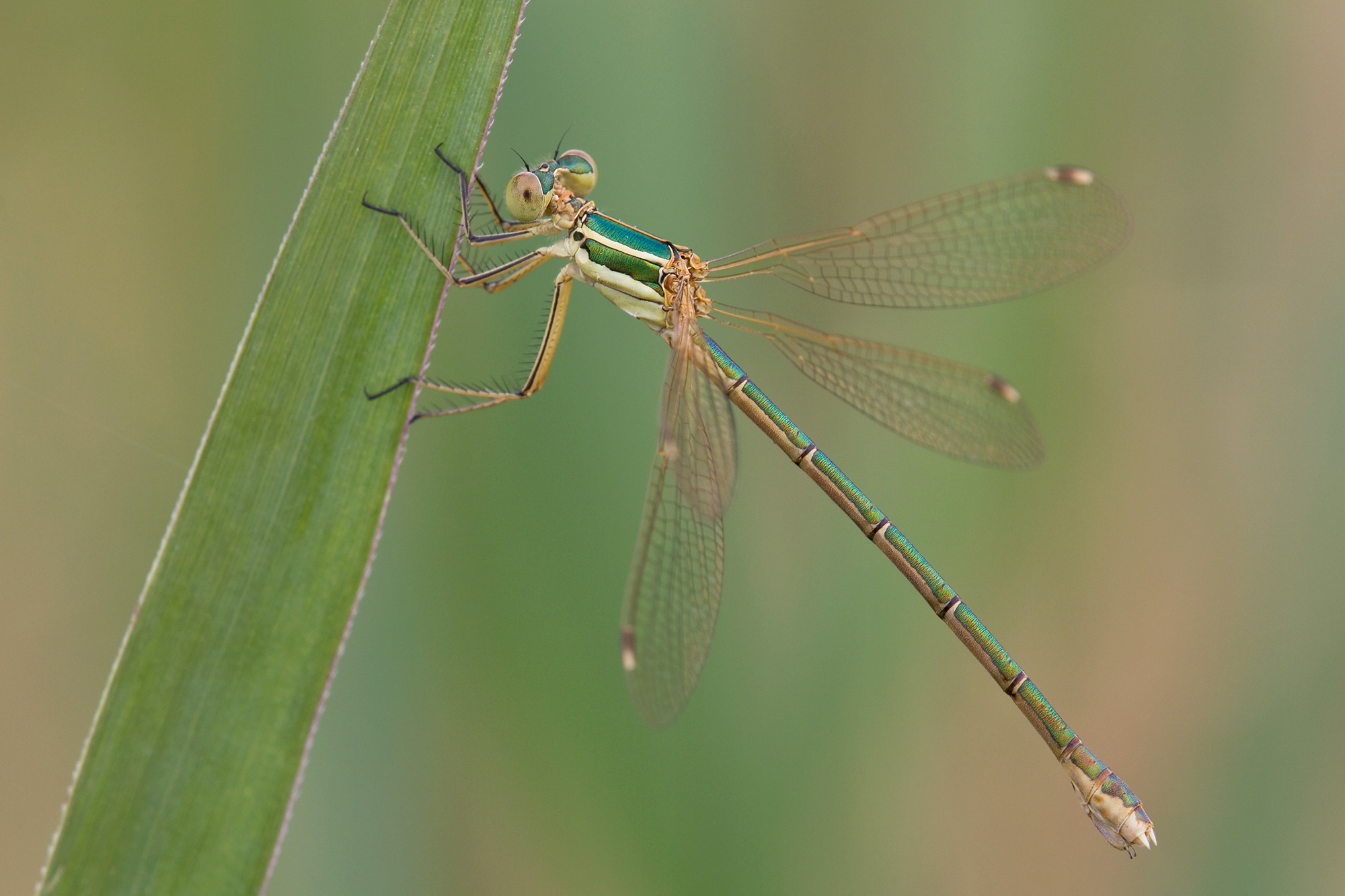
Vrouwtje
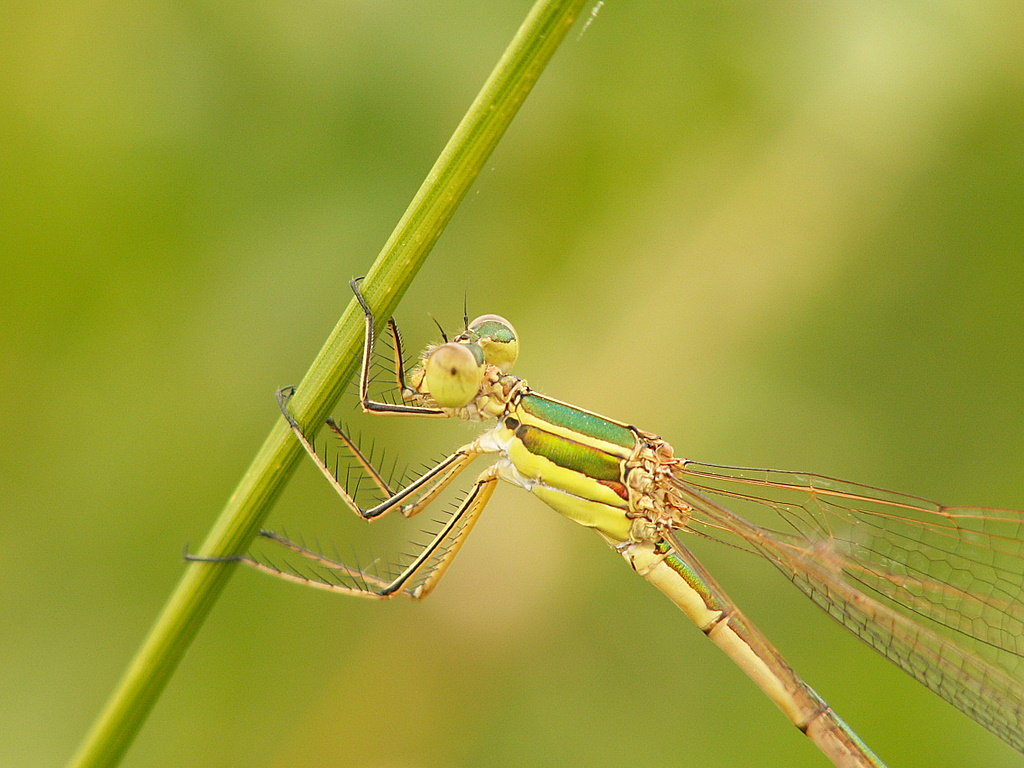
Vrouwtje